# Conacul Kemény din Iara
Conacul Kemény din Iara, județul Cluj este înscris pe lista monumentelor istorice din județul Cluj elaborată de Ministerul Culturii și Patrimoniului Național din România în anul 2015, cu cod LMI CJ-II-m-B-07682. 

## Istoric
A fost construit în secolul al XIX-lea și poartă numele fostului proprietar. 
In prezent (2021) este folosit ca locuință.